# Philippe Pasqua
Pour les articles homonymes, voir Pasqua.
Philippe Pasqua est un artiste contemporain français né le 15 juin 1965 à Grasse. Il est notablement connu pour sa peinture, sa sculpture et ses dessins. Autodidacte et solitaire, célèbre entre autres pour ses vanités, il est aujourd'hui considéré comme l’un des artistes majeurs de sa génération.

## Biographie
Né à Grasse le 15 juin 1965, Philippe Pasqua déménage à Paris en 1975,. Il commence à peindre vers l'âge de dix-huit ans, période durant laquelle il s’installe deux ans à New York. En 1985, il se fait connaître en peignant des sortes de fétiches et des silhouettes évoquant le vaudou. Il ne réalise sa première exposition qu’en 1990.
D’après le critique d’art José Alvarez, Philippe Pasqua a une approche ludique de son travail, ce qui le conduit à être productif et à mener pour ce faire une vie d’ascète : il dort peu, ne boit pas et ne fume pas. En l’espace de trois ans, entre 1995 et 1997, il produit près d’un millier de toiles. En 2006, le collectionneur et marchand d'art Jose Mugrabi lui achète une centaine de toiles. Jose Mugrabi lui demande une certaine exclusivité sur sa production. Philippe Pasqua a aussi fait l'objet d'un intérêt de la part de l'historien de l'art Pierre Restany, qui écrit le texte de la première monographie consacrée à son travail; ouvrage publié en septembre 1999. En 2011, la signature Pasqua serait, selon les estimations d'Artprice, la deuxième plus cotée du marché de l'art contemporain français.

## Peinture
De tous les arts, Philippe Pasqua prétend préférer la peinture.
Il représente la transidentité, la trisomie, la cécité… Julián Zugazagoitia, directeur du Museo del Barrio, à New York, explique ses choix ainsi : « Grâce à la peinture, Philippe Pasqua donne des lettres de noblesse à des sujets que, malheureusement, les médias traitent sans aucun sens esthétique ni, pourrions-nous ajouter, éthique. Au sensationnalisme des médias qui nous transforment en voyeurs complaisants de l’immédiat, l’œuvre de Philippe Pasqua nous ouvre sur la transcendance de la peinture et sur le questionnement même des valeurs de notre époque. » Les multiples couches de peinture apposées sur la toile servent à refléter la violence de la matière, qu’il met en opposition avec les sujets vulnérables et fragiles, traités par séries. Il utilise principalement des tons de rouge, de brun et de gris, à rapprocher de la couleur de la chair. Il décline ses peintures dans des séries de dessins aux contours volontairement brumeux.
Il effectue des palimpsestes, des réalisations sur papier mêlant techniques sérigraphiques, impressions, peinture, pastel ou encore encre de Chine. Le peintre revient sur ses propres travaux en y ajoutant de nouvelles couleurs ou en les redessinant. À la fin des années 1990, il collabore avec Jean-Luc Moulène : il repeint sur les photographies de ce dernier, notamment ses clichés de la cathédrale Notre-Dame de Paris.

## Sculpture
Philippe Pasqua débute la sculpture en 1990 avec des séries de « Vanités », pouvant mesurer jusqu'à trois mètres de hauteur, mais qui, photographiées, constituent de son avis des œuvres à part entière ; les matériaux utilisés peuvent aussi bien être du bronze, de l’onyx, de l’argent massif, du marbre de Carrare que des crânes humains recouverts de feuilles d’or ou d’argent, de pigments ou bien gainés de cuir ensuite tatoué. Au cours des années 2000, et plus encore durant les années 2010, la sculpture gagne en importance dans l’œuvre de Philippe Pasqua : il réalise notamment des oliviers en bronze, des singes à tête de clown mis en scène et évoquant la Cène de Leonard de Vinci, des T-Rex et une Ferrari gainée de peau tatouée, qu’il colle verticalement sur un mur. En 2017, il investit le Musée océanographique de Monaco, pour sensibiliser le public à la protection des océans, exposant pour l'occasion des sculptures d'animaux marins de plusieurs mètres de haut, succédant ainsi à l'artiste britannique Damien Hirst, avec lequel il a auparavant exposé. L'année suivante, il expose au domaine de Chamarande, dans le parc et l'intérieur du château.

## Expositions

### Expositions personnelles
- 1990 : Espace Confluence, Paris
- 1991 : Galerie Wo Mang et Partners, Paris
- 1995 :
  - Château de Grouchy, Osny, France
  - Espace Dautzenberg, Bruxelles
  - The International Center, Détroit (Michigan)
- 1996 : Galerie Boulakia, Paris
- 1998 : Espace d’Art Yvonamor Palix, Mexico
- 1999 : Galerie Lucien Durand, Paris
- 2001 : Trauma, Galerie Hengevoss-Durkop-Jensen, Hambourg
- 2002 :
  - Les miroirs de l’âme (Portraits 1989 – 2001), Palais Bénédictine, Fécamp
  - Bloc portrait, Galerie Hengevoss-Durkop, Hambourg
- 2003 :
  - Galerie Hengevoss Dûrkop-Jensen, Hambourg
  - Lucille, Galerie RX, Paris
- 2004 : Métamorphoses, Galerie RX, Paris
- 2005 : Centre culturel de la ville de Metz
- 2006 :
  - Patrick Painter Gallery, Santa Monica (Californie)
  - Spike Gallery, New York
- 2007 : Philippe Pasqua – Pulsion, Galerie RX et Galerie Enrico Navarra, Paris
- 2009 :
  - Philippe Pasqua, Stiftung Ahlers Pro Arte, Hanovre, organisé par Peter Lipke
  - Crâne, ArtCurial, Paris
  - Crâne, Isola di San Servolo, Venise
- 2010 :
  - Philippe Pasqua, Peintures et dessins, Musée d'art moderne de Moscou, organisé par Marc Ivalevitch et David Rosenberg en partenariat avec la Galerie RX
  - Mea culpa, The Storage, Paris
- 2011 :
  - Silence, The Storage, Paris
  - Philippe Pasqua, Absolute Art Gallery, Knokke, Belgique
- 2012 :
  - Philippe Pasqua, Peintures et Dessins, Art Révolution, Taipei, Taïwan
  - Philippe Pasqua, Peintures récentes, Galerie RX, Paris
  - Philippe Pasqua, Peinture, Fondation Fernet-Branca, Saint-Louis
  -  Work in Progress, Peinture et Sculpture, The Storage, Paris
  - Philippe Pasqua, Gallery Hyundai, Séoul
  - Philippe Pasqua in London, Opera Gallery, Londres
- 2013 :
  - Philippe Pasqua, Peinture, Dessin et Sculpture, Art Stage Singapour, Singapour
- 2017 :
  - Borderline, Musée océanographique de Monaco, Monaco
  - Memento Mori, Zemack Contemporary Art, Tel Aviv
- 2018 :
  - Allegoria, Domaine de Chamarande, Essonne
- 2020 : El Lado Oscuro, CAC Malaga , Espagne - Commissariat : Fernando Frances
- 2020 : Monomania, Galerie RX Paris-New York
- 2023 : Deus Ex Familia, Galerie Frédérick Mouraux, Bruxelles
- 2024 : Mon Coeur Mis à Nu, Galerie The Storage , Paris - Commissariat : Paul Ardenne

### Expositions collectives
- 1990: Maison des Arts au Beausset, France
- 1992: Salon des Grands et Jeunes d’Aujourd'hui, Paris
- 1994 :
  - Association Aides, Espace Cardin, Paris
  - Chaussures d’Artistes, Fundacio Joan Miró, Barcelone
- 1997 : 3 Visions de l’Art contemporain français, Galerie Martini, Hong Kong
- 1998 :
  - 80 artistes autour du Mondial, Galerie Enrico Navarra, Paris (avec Jeff Koons, Rotella, César, Matta, Clemente, Nam June Paik...)
  - Hygiène, Espace d’Art Yvonar Palix, Mexico (avec Orlan, Aziz + Cucher, Sandy Skoglund, Steve Miler)
  - Hygiène, Fondation La Source, La Guéroulde, France
  - Collection Ahrenberg : 50 ans d’histoire de l’art, organisé par Erick Öge, Musée des Beaux Arts, Mons, Belgique
- 1999 :
  - Fétiches, Fétichismes, Passage du Retz, Paris, organisé par Jean Michel Ribettes
  - Naço & Friends, Espace Via, Paris
- 2000 :
  - Narcisse blessé, Passage du Retz, Paris, organisé par Jean Michel Ribettes
  - Collages d’hier et d’aujourd'hui, Galerie Lucien Durand - Le Gaillard, Paris
- 2001 : Face Off, Galerie Aeroplastics Damasquine, Bruxelles
- 2002 : Inauguration, Galerie RX, Paris
- 2004 :
  - Beyond Paradise, Galerie RX, Paris
  - Artistes contemporain des galeries du 8e arrondissement, Ville de Paris
- 2005 :
  - Quintessence, Galerie RX, Paris
  - Au-delà du corps, Biennale d’Art Contemporain, Aixe-sur-Vienne, France
  - A3, Place St Sulpice, Paris, organisé par Sophie Actis.
- 2006 : Soutine and Modern Art, Cheim and Read Gallery, New York.
- 2010 :
  - New Era, Galerie RX, Paris
  - C’est la vie ! Vanités de Caravage à Damien Hirst, organisée par Patrizia Nitti, directrice artistique du Musée Maillol, Claudio Strinati, directeur général.
- 2011 :
  - Drawing Now, Galerie RX, Paris
  - ART Paris, Galerie RX, Paris
  - ART Miami, Galerie RX, Paris
- 2012 :
  - Plaisir, Galerie RX, Paris
  - Popening, Galerie Laurent Strouk, Paris
  - Damien Hirst vs Philippe Pasqua, Galerie Laurent Strouk, Paris
- 2015 :
  - Collection Luciano Benetton, CAC Màlaga, Espagne
- 2017 :
  - Recomposition, Galerie RX, Paris
- 2018 :
  - Action ! La Nouvelle École française : première époque, Bastille Design Center, Paris
- 2019 :
  - Bêtes de Scène, Fondation Villa Datris, L'Isle-sur-la-Sorgue[21]
- 2021 : Hybrid4, Biennale d’art contemporain de Lens, Commissariat : Paul Ardenne
- 2021 : Aux Frontières de l’Humain, Musée de l’Homme, Paris
- 2023 : Tefaf, Galerie Frédérick Mouraux, Maastricht

## Publications
- Pierre Restany et Jean-Michel Ribettes, Philippe Pasqua, Paris, SAGA - Stephen Lacy - Galerie Lucien Durand-Le Gaillard, 1999 (ISBN 978-2-9514424-0-5)
- Trauma : Catalogue d'exposition,galerie Hengevoss Dürkop, Hambourg, 2001
- Emmanuel Daydé et Cynthia Fleury (préf. Gérald Mathias), Philippe Pasqua : Les miroirs de l'âme, Fécamp, Benedictine Sa, 2002
- Emmanuel Daydé et Michel Schouman, Philippe Pasqua : Paradis blanc, Paris, Galerie RX, 2002
- Pierre Restany, « Une leçon de liberté dans la peinture », Beaux Arts Magazine, no spécial,‎ 2004
- Julián Zugazagoitia, « De l'efficacité dans la peinture », Beaux Arts Magazine, no spécial,‎ 2004
- Cynthia Fleury, « La beauté, simplement », Beaux Arts Magazine, no spécial,‎ 2004
- David Simard et Michel Schouman, « Pasqua, ou l'œil du profane », Beaux Arts Magazine, no spécial,‎ 2004
- Kerstin Hengevoss-Dürkop, « De la chair », Beaux Arts Magazine, no spécial,‎ 2004
- Michel Walberg, Philippe Pasqua, Paris, La Différence « Mains et Merveilles », 2005
- Judd Tully, Philippe Pasqua, Santa Monica (Californie), Galerie Patrick Painter, 2006
- (en) Maurice Tuchman et Esti Dunow, The New Landscape : The New Still Life : Soutine and Modern Art, New York, Cheim & Read, 2006
- Henri-François Debailleux, Philippe Pasqua, Paris, Galerie RX et Galerie Enrico Navarra, 2007
- Ulrich Krempel, Philippe Pasqua, Hanovre, Stiftung Kestner Pro Arte, 2009
- Jonathan Katz et Joshua Mack, Sex, Londres, Philipps de Pury & Company, 2010
- (en + ru) David Rosenberg, Philippe Pasqua, "Paradise", Paris, Édition Skira, 2010
- David Rosenberg, Philippe Pasqua, "Palimpseste", 2010
- (en) Jean Corbu, Philippe Pasqua : Drawings or Sculptures, Paris, Galerie Laurent Strouk, 2011
- (en) Patrice Farameh, Skull Style. Skulls in Contemporary Art and Design, New York, The Curated Collection, 2011
- Philippe Pasqua, "Work in Progress", Saint-Ouen l'Aumône, 2012
- Philippe Pasqua, "Monographie", Paris, Éditions du Regard, 2012
- Philippe Pasqua, Saint-Louis, Éditions de Saint-Louis, Fondation Fernet-Branca, 2012
- Cyrille Mald (préf. Frédéric Mitterrand), Philippe Pasqua, "Autoportrait", Paris, Éditions Séguier, 2014
- André Chabot, Philippe Pasqua, "Skull Box", Paris, Éditions Ynox, 2014
- Florence Guionneau-Joie et al., Philippe Pasqua, "Borderline", Paris, Beaux Arts Éditions, 2017
- Henry-François Debailleux, Philippe Pasqua, "Monumental", Paris, Albin Michel, 2017

### Vidéographie
- [vidéo] SLICE Qui ?, « Philippe Pasqua : quand la mort devient art monumental », sur YouTube, 13 juin 2025.